# Далгат, Джемал-Эддин Энварович
Джемал-Эддин Энверович Далгат (30 марта 1920, Урахи, Дагестанская АССР — 30 декабря 1991, Санкт-Петербург) — советский дирижёр, педагог, переводчик либретто. Народный артист Дагестанской АССР (1968), народный артист Чечено-Ингушской АССР (1970), заслуженный деятель искусств РСФСР (1960). Лауреат Государственной премии РСФСР имени М. И. Глинки (1970).

## Биография
Родился в селе Урахи Даргинского округа Дагестанской области. По национальности — даргинец.
Мать, Дженнет Далгат (1885—1938) — первая женщина из Дагестана с высшим образованием, первый дагестанский композитор-женщина.
В 1925—1927 годах жил с матерью в Лейпциге (Германия). Школу окончил в Нальчике.
С 1938 года до начала войны учился в музыкальном училище в Москве, затем в Консерватории (на композиторском факультете у Николая Мясковского) и, одновременно, — на историческом факультете Московского государственного университета им М. В. Ломоносова.
В 1948 году окончил Ленинградскую консерваторию по классу Ильи Мусина, в 1951 году — аспирантуру при ней по классу Бориса Хайкина.
В 1950—1954 годах — дирижёр-ассистент Ленинградского театра оперы и балета им. С. М. Кирова.
В 1950—1955 и 1958—1962 годах преподавал дирижирование в Ленинградской консерватории.
В 1955—1957 годах — главный дирижёр Таджикского театра оперы и балета им. С. Айни.
В 1963—1991 годах — дирижёр Ленинградского театра оперы и балета им. С. М. Кирова.
В 1990—1991 — руководитель созданного им камерного «Санкт-Петербург Оркестра».
Гастролировал в ГДР, Югославии, Болгарии, Англии, Ирландии, Индии, Франции, Канаде, США.
Погиб при пожаре в собственной квартире. Похоронен на Серафимовском кладбище.
Супруга — искусствовед Вера Раздольская.

## Переводы либретто
- Гендель. «О радости, печали и мудрости».
- Моцарт. «Волшебная флейта».
- Шуман. «Геновева», «Рай и Пери».
- Верди. «Дон Карлос».
- Эркель. «Ласло Хуньяди».
- Бриттен. «Сон в летнюю ночь» и «Военный реквием».

## Грамзаписи
- Гендель Г.-Ф. «О радости, печали и мудрости».
- Шуман Р. «Рай и Пери».
- Танеев С. И. «Орестея».
- Прокофьев С. С. «Любовь к трём апельсинам» (премии имени А. Тосканини на конкурсе грампластинок в Париже).

## Награды и звания
- Заслуженный деятель искусств РСФСР (1960).
- Народный артист Дагестанской АССР (1968).
- Народный артист Чечено-Ингушской АССР (1970).
- Государственная премия РСФСР имени М. И. Глинки (1970).
- Орден «Знак Почёта» (1957)[4]

## Память
- Улица Джамала Далгата в городе Махачкала
- Памятная доска в МКОУ «Урахинская СОШ» им А. А. Тахо-Годи. с. Урахи